# 上田温泉電軌デナ100形電車
上田温泉電軌デナ100形電車（うえだおんせんでんきデナ100がたでんしゃ）は、上田交通の前身事業者である上田温泉電軌が、同社北東線（後の真田傍陽線）の開業に際して新製した電車である。

## 概要
北東線は、上田温泉電軌初の地方鉄道法に準拠して建設された路線として、1927年（昭和2年）11月20日に上田 - 伊勢山間が部分開通したが、開通に際してデナ100形101 - 104の4両の電車が川崎造船所（現・川崎重工業）に発注され、同年10月に落成した。
デナ100形（以下「本形式」）は、下り側（真田・傍陽寄り）の運転室後部に小手荷物輸送用の荷物室を備える荷物合造車で、本形式の落成以前における保有車両が4輪単車で占められていた上田温泉電軌における初の4軸ボギー車である。また、開業当初より架線電圧を直流1,500V仕様として開業した北東線用車両として導入された本形式は、集電装置を従来車が搭載したトロリーポールではなく落成当初よりパンタグラフを採用し、また連結器は従来車が装着した緩衝器（バッファー）付の螺旋連結器ではなく並形自動連結器を採用した。いずれも上田温泉電軌に在籍する鉄道車両としては初の装備品であった。
本形式の製造時期は鉄道車両の車体が木製から主要部分を普通鋼とした半鋼製に切り替わった初期に該当するが、同時期に落成した鉄道車両がリベット組立を多用して構体を製造したものが一般的であったのに対して、本形式の製造に際しては試作的に鋼板の組立に際して溶接工法を多く取り入れたことから、車体外板にリベットがほぼ存在しない点が特徴である。
側窓は落とし窓方式の一段窓で、荷物室の戸袋窓は楕円形状（丸窓）となっている。本形式の落成翌年に別所線用に導入されたデナ200形（後の上田交通モハ5250形）が後年「丸窓電車」として著名となったが、丸窓を外観デザインへ取り入れたのは本形式が上田温泉電軌においては最初であった。側面窓配置は1B(1)1D9D2（B：荷物扉、D：客用扉、各数値は側窓の枚数を表し、カッコ付は丸窓を表す）で、乗務員扉は省略された。
制御方式は電空単位スイッチ式間接非自動制御（HL制御）で、主電動機は定格出力55.9kWを公称する三菱電機製の直流直巻電動機MB-64Cを1両当たり4基、歯車比4.68 (75:16) で搭載する。制動装置はSME非常弁付直通ブレーキを採用する。

## 運用
北東線の開通と同時に運用を開始した。通常は単行（1両編成）で運用されたが、貨車を牽引して混合列車形態での運用機会のほか、朝夕の多客時間帯は付随車を牽引して運用された。
なお、極希に同形式同士の2両での運用も存在した。
上田温泉電軌は1939年（昭和14年）9月1日付で社名を上田電鉄（初代）と改称、さらに戦時統合により1943年（昭和18年）10月21日付で同社と丸子鉄道が対等合併し上田丸子電鉄が設立されたのち、本形式はモハ100形101 - 104と車番はそのままに形式称号のみが改められた。さらに1950年（昭和25年）7月1日付で実施された、上田丸子電鉄が保有する全車を対象とした一斉改番に際しては、本形式は荷物室を備えることから荷物室を示す車両記号「ニ」が追加され、モハニ4250形4251 - 4254と改称・改番された。
1961年（昭和36年）から1963年（昭和38年）にかけて本形式全車を対象に車体更新が施工された。特徴であった荷物扉戸袋窓部分の丸窓が廃止され一般的な形状に改められたほか、側窓を2段上昇式に改造し、客用扉下部のステップが廃止されて下端部のかさ上げが行われた。
本形式は導入から終始真田傍陽線（北東線）において運用され、真田傍陽線が1972年（昭和47年）2月19日に全線廃止となった際、用途を失った本形式も運用を離脱した。真田傍陽線は当時の上田交通の鉄道路線においては唯一架線電圧が直流1,500V仕様であったことから、同路線において運用された本形式は他路線への転用が困難であり、長期間休車となった末に1974年（昭和49年）4月25日付で全車除籍され、本形式は形式消滅した。